# Mistrzostwa Oceanii w Judo 2014
27. Mistrzostwa Oceanii w judo odbywały się w dniu 26 kwietnia 2014 roku w Auckland. W tabeli medalowej tryumfowali zapaśnicy z Australii.

## Klasyfikacja medalowa
| Miejsce | Państwo             |    |    |    | Razem |
| ------- | ------------------- | -- | -- | -- | ----- |
| 1       | Australia           | 6  | 6  | 4  | 16    |
| 2       | Nowa Zelandia       | 6  | 5  | 4  | 15    |
| 3       | Polinezja Francuska | 0  | 1  | 4  | 5     |
| Razem   | Razem               | 12 | 12 | 12 | 36    |

## Medaliści

### Mężczyźni
| Konkurencja: | Złoto:            | Srebro:          | Brąz:                           |
| −60 kg       | Tom Pappas        | Yvan Shan        | Corentin Le Goff                |
| −66 kg       | Ivo Dos Santos    | Steven Brown     | Alexander Bishop Cedric Delanne |
| −73 kg       | Arnie Dickins     | Jake Bensted     | Adrian Leat Marc Andre Lafille  |
| −81 kg       | Ivica Pavlinic    | Eoin Coughlan    | ----                            |
| −90 kg       | Ryan Dill-Russell | Mark Anthony     | Aiurahi Raihauti                |
| −100 kg      | Jason Koster      | Tim Slyfield     | Duke Didier                     |
| ponad 100 kg | Sam Rosser        | Jake Andrewartha | Andrew Pragnell                 |

### Kobiety
| Konkurencja: | Złoto:            | Srebro:           | Brąz:           |
| −48 kg       | Chloe Rayner      | Chanel Kavanagh   | Amy Meyer       |
| −52 kg       | Hannah Trotter    | Patricia Grogan   | Justine Bishop  |
| −57 kg       | Darcina Manuel    | Vicky Stormont    | Shayanne Stuart |
| −63 kg       | Katharina Haecker | Joy Williams      | ----            |
| −70 kg       | Moira de Villiers | Catherine Arscott | Sara Collins    |